# Lista de cidades de Iowa

Localização do estado de Iowa nos Estados Unidos.

Iowa é um estado localizado na região centro-oeste dos Estados Unidos. A partir de 2010, existiam 947 cidades incorporadas no estado americano de Iowa. De acordo com o Censo dos Estados Unidos de 2010, o estado de Iowa tem 3.046.355 habitantes e uma área de 144.869,3 km² de terra, o que lhe torna o 30º estado mais populoso e o 26º maior por extensão territorial.
O estado de Iowa é dividido em 99 condados e contém 947 cidades.
Abaixo está uma lista das  principais cidades do estado de Iowa.

## A
- Ackley
- Ackworth
- Adair
- Adel
- Afton
- Agency
- Ainsworth
- Akron
- Albert City
- Albia
- Albion
- Alburnett
- Alden
- Alexander
- Algona
- Alleman
- Allerton
- Allison
- Alta
- Alta Vista
- Alton
- Altoona
- Alvord
- Ames
- Anamosa
- Andover
- Andrew
- Anita
- Ankeny
- Anthon
- Aplington
- Arcadia
- Archer
- Aredale
- Arion
- Arispe
- Arlington
- Armstrong
- Arnolds Park
- Arthur
- Asbury
- Ashton
- Aspinwall
- Atalissa
- Athelstan
- Atkins
- Atlantic
- Auburn
- Audubon
- Aurelia
- Aurora
- Avoca
- Ayrshire

## B
- Badger
- Bagley
- Baldwin
- Balltown
- Bancroft
- Bankston
- Barnes City
- Barnum
- Bassett
- Batavia
- Battle Creek
- Baxter
- Bayard
- Beacon
- Beaconsfield
- Beaman
- Beaver
- Bedford
- Belle Plaine
- Bellevue
- Belmond
- Bennett
- Benton
- Berkley
- Bernard
- Bertram
- Berwick
- Bettendorf
- Bevington
- Birmingham
- Blairsburg
- Blairstown
- Blakesburg
- Blanchard
- Blencoe
- Blockton
- Bloomfield
- Blue Grass
- Bode
- Bonaparte
- Bondurant
- Boone
- Booneville
- Bouton
- Boxholm
- Boyden
- Braddyville
- Bradford
- Bradgate
- Brandon
- Brayton
- Breda
- Bridgewater
- Brighton
- Bristow
- Britt
- Bronson
- Brooklyn
- Brunsville
- Buckeye
- Buck Grove
- Buffalo
- Buffalo Center
- Burlington
- Burt
- Bussey

## C
- Calamus
- Callender
- Calmar
- Calumet
- Camanche
- Cambridge
- Cantril
- Carbon
- Carlisle
- Carpenter
- Carroll
- Carson
- Carter Lake
- Cascade
- Casey
- Castalia
- Castana
- Cedar Falls
- Cedar Rapids
- Center Junction
- Center Point
- Centerville
- Central City
- Centralia
- Chariton
- Charles City
- Charlotte
- Charter Oak
- Chatsworth
- Chelsea
- Cherokee
- Chester
- Chillicothe
- Churdan
- Cincinnati
- Clare
- Clarence
- Clarinda
- Clarion
- Clarksville
- Clayton
- Clearfield
- Clear Lake
- Cleghorn
- Clemons
- Clermont
- Clinton
- Clio
- Clive
- Clutier
- Coalville
- Coburg
- Coggon
- Coin
- Colesburg
- Colfax
- College Springs
- Collins
- Colo
- Columbus City
- Columbus Junction
- Colwell
- Conesville
- Conrad
- Conway
- Coon Rapids
- Coppock
- Coralville
- Corning
- Correctionville
- Corwith
- Corydon
- Cotter
- Coulter
- Council Bluffs
- Craig
- Crawfordsville
- Crescent
- Cresco
- Creston
- Cromwell
- Crystal Lake
- Cumberland
- Cumming
- Curlew
- Cushing
- Cylinder

## D
- Dakota City
- Dallas Center
- Dana
- Danbury
- Danville
- Davenport
- Davis City
- Dawson
- Dayton
- De Soto
- De Witt
- Decatur City
- Decorah
- Dedham
- Deep River
- Defiance
- Delaware
- Delhi
- Delmar
- Deloit
- Delphos
- Delta
- Denison
- Denver
- Derby
- Des Moines
- Dexter
- Diagonal
- Dickens
- Dike
- Dixon
- Dolliver
- Donahue
- Donnellson
- Doon
- Douds
- Dougherty
- Dow City
- Dows
- Drakesville
- Dubuque
- Dumont
- Duncombe
- Dundee
- Dunkerton
- Dunlap
- Durango
- Durant
- Dyersville
- Dysart

## E
- Eagle Grove
- Earlham
- Earling
- Earlville
- Early
- East Peru
- Eddyville
- Edgewood
- Elberon
- Eldon
- Eldora
- Eldridge
- Elgin
- Elkader
- Elkhart
- Elk Horn
- Elkport
- Elk Run Heights
- Elliott
- Ellston
- Ellsworth
- Elma
- Ely
- Emerson
- Emmetsburg
- Epworth
- Essex
- Estherville
- Evansdale
- Everly
- Exira
- Exline

## F
- Fairbank
- Fairfax
- Fairfield
- Farley
- Farmersburg
- Farmington
- Farnhamville
- Farragut
- Fayette
- Fenton
- Ferguson
- Fertile
- Floris
- Floyd
- Fonda
- Fontanelle
- Forest City
- Fort Atkinson
- Fort Dodge
- Fort Madison
- Fostoria
- Franklin
- Fraser
- Fredericksburg
- Frederika
- Fredonia
- Fremont
- Fruitland

## G
- Galt
- Galva
- Garber
- Garden Grove
- Garnavillo
- Garner
- Garrison
- Garwin
- Geneva
- George
- Gibson
- Gilbert
- Gilbertville
- Gillett Grove
- Gilman
- Gilmore City
- Gladbrook
- Glenwood
- Glidden
- Goldfield
- Goodell
- Goose Lake
- Gowrie
- Graettinger
- Graf
- Grafton
- Grand Junction
- Grand Mound
- Grand River
- Grandview
- Granger
- Grant
- Granville
- Gravity
- Gray
- Greeley
- Greene
- Greenfield
- Greenville
- Grimes
- Grinnell
- Griswold
- Grundy Center
- Gruver
- Guernsey
- Guthrie Center
- Guttenberg

## H
- Halbur
- Hamburg
- Hamilton
- Hampton
- Hancock
- Hanlontown
- Hansell
- Harcourt
- Hardy
- Harlan
- Harper
- Harpers Ferry
- Harris
- Hartford
- Hartley
- Hartwick
- Harvey
- Hastings
- Havelock
- Haverhill
- Hawarden
- Hawkeye
- Hayesville
- Hazleton
- Hedrick
- Henderson
- Hepburn
- Hiawatha
- Hills
- Hillsboro
- Hinton
- Holland
- Holstein
- Holy Cross
- Hopkinton
- Hornick
- Hospers
- Houghton
- Hubbard
- Hudson
- Hull
- Humboldt
- Humeston
- Huxley

## I
- Ida Grove
- Imogene
- Independence
- Indianola
- Inwood
- Ionia
- Iowa City
- Iowa Falls
- Ireton
- Irwin

## J
- Jackson Junction
- Jamaica
- Janesville
- Jefferson
- Jesup
- Jewell Junction
- Johnston
- Joice
- Jolley

## K
- Kalona
- Kamrar
- Kanawha
- Kellerton
- Kelley
- Kellogg
- Kensett
- Kent
- Keokuk
- Keomah Village
- Keosauqua
- Keota
- Keswick
- Keystone
- Kimballton
- Kingsley
- Kinross
- Kirkman
- Kirkville
- Kiron
- Klemme
- Knierim
- Knoxville

## L
- Lacona
- Ladora
- Lake City
- Lake Mills
- Lake Park
- Lakeside
- Lake View
- Lakota
- Lambs Grove
- Lamoni
- Lamont
- La Motte
- Lanesboro
- Lansing
- La Porte City
- Larchwood
- Larrabee
- Latimer
- Laurel
- Laurens
- Lawler
- Lawton
- Le Claire
- Leando
- Ledyard
- Le Grand
- Lehigh
- Leighton
- Leland
- Le Mars
- Lenox
- Leon
- Le Roy
- Lester
- Letts
- Lewis
- Libertyville
- Lidderdale
- Lime Springs
- Lincoln
- Linden
- Lineville
- Linn Grove
- Lisbon
- Liscomb
- Littleport
- Little Rock
- Little Sioux
- Livermore
- Lockridge
- Logan
- Lohrville
- Lone Rock
- Lone Tree
- Long Grove
- Lorimor
- Lost Nation
- Lovilia
- Lowden
- Low Moor
- Luana
- Lucas
- Luther
- Lu Verne
- Luxemburg
- Luzerne
- Lynnville
- Lytton

## M
- McCallsburg
- McCausland
- McClelland
- Macedonia
- McGregor
- McIntire
- Macksburg
- Madrid
- Maharishi Vedic City
- Magnolia
- Malcom
- Mallard
- Maloy
- Malvern
- Manchester
- Manilla
- Manly
- Manning
- Manson
- Mapleton
- Maquoketa
- Marathon
- Marble Rock
- Marcus
- Marengo
- Marion
- Marne
- Marquette
- Marshalltown
- Martelle
- Martensdale
- Martinsburg
- Marysville
- Mason City
- Masonville
- Massena
- Matlock
- Maurice
- Maxwell
- Maynard
- Maysville
- Mechanicsville
- Mediapolis
- Melbourne
- Melcher-Dallas
- Melrose
- Melvin
- Menlo
- Meriden
- Merrill
- Meservey
- Middletown
- Miles
- Milford
- Millersburg
- Millerton
- Millville
- Milo
- Milton
- Minburn
- Minden
- Mingo
- Missouri Valley
- Mitchell
- Mitchellville
- Modale
- Mondamin
- Monmouth
- Monona
- Monroe
- Montezuma
- Monticello
- Montour
- Montrose
- Moorhead
- Moorland
- Moravia
- Morley
- Morning Sun
- Morrison
- Moulton
- Mount Auburn
- Mount Ayr
- Mount Pleasant
- Mount Sterling
- Mount Union
- Mount Vernon
- Moville
- Murray
- Muscatine
- Mystic

## N
- Nashua
- Nemaha
- Neola
- Nevada
- New Albin
- Newell
- Newhall
- New Hampton
- New Hartford
- New Liberty
- New London
- New Market
- New Providence
- New Sharon
- Newton
- New Vienna
- New Virginia
- Nichols
- Nodaway
- Nora Springs
- Northboro
- North Buena Vista
- North English
- North Liberty
- North Washington
- Northwood
- Norwalk
- Norway
- Numa

## O
- Oakland
- Oakland Acres
- Oakville
- Ocheyedan
- Odebolt
- Oelwein
- Ogden
- Okoboji
- Olds
- Olin
- Ollie
- Onawa
- Onslow
- Orange City
- Orchard
- Orient
- Orleans
- Osage
- Osceola
- Oskaloosa
- Ossian
- Osterdock
- Otho
- Oto
- Ottosen
- Ottumwa
- Owasa
- Oxford
- Oxford Junction
- Oyens

## P
- Pacific Junction
- Packwood
- Palmer
- Palo
- Panama
- Panora
- Panorama Park
- Parkersburg
- Parnell
- Paton
- Patterson
- Paullina
- Pella
- Peosta
- Perry
- Persia
- Peterson
- Pierson
- Pilot Mound
- Pioneer
- Pisgah
- Plainfield
- Plano
- Pleasant Hill
- Pleasanton
- Pleasant Plain
- Pleasantville
- Plover
- Plymouth
- Pocahontas
- Polk City
- Pomeroy
- Popejoy
- Portsmouth
- Postville
- Prairieburg
- Prairie City
- Prescott
- Preston
- Primghar
- Princeton
- Promise City
- Protivin
- Pulaski

## Q
- Quasqueton
- Quimby

## R
- Radcliffe
- Rake
- Ralston
- Randalia
- Randall
- Randolph
- Rathbun
- Raymond
- Readlyn
- Reasnor
- Redding
- Redfield
- Red Oak
- Reinbeck
- Rembrandt
- Remsen
- Renwick
- Rhodes
- Riceville
- Richland
- Rickardsville
- Ricketts
- Ridgeway
- Rinard
- Ringsted
- Rippey
- Riverdale
- Riverside
- Riverton
- Robins
- Rock Falls
- Rockford
- Rock Rapids
- Rock Valley
- Rockwell
- Rockwell City
- Rodman
- Rodney
- Roland
- Rolfe
- Rome
- Rose Hill
- Rossie
- Rowan
- Rowley
- Royal
- Rudd
- Runnells
- Russell
- Ruthven
- Rutland
- Ryan

## S
- Sabula
- Sac City
- Sageville
- St. Ansgar
- St. Anthony
- St. Charles
- St. Donatus
- St. Lucas
- St. Marys
- St. Olaf
- St. Paul
- Salem
- Salix
- Sanborn
- Sandyville
- Scarville
- Schaller
- Schleswig
- Scranton
- Searsboro
- Sergeant Bluff
- Seymour
- Shambaugh
- Shannon City
- Sharpsburg
- Sheffield
- Shelby
- Sheldahl
- Sheldon
- Shell Rock
- Shellsburg
- Shenandoah
- Sherrill
- Shueyville
- Sibley
- Sidney
- Sigourney
- Silver City
- Sioux Center
- Sioux City
- Sioux Rapids
- Slater
- Sloan
- Smithland
- Soldier
- Solon
- Somers
- South English
- Spencer
- Spillville
- Spirit Lake
- Spragueville
- Springbrook
- Spring Hill
- Springville
- Stacyville
- Stanhope
- Stanley
- Stanton
- Stanwood
- State Center
- Steamboat Rock
- Stockport
- Stockton
- Storm Lake
- Story City
- Stout
- Stratford
- Strawberry Point
- Struble
- Stuart
- Sully
- Sumner
- Superior
- Sutherland
- Swaledale
- Swan
- Swea City
- Swisher

## T
- Tabor
- Tama
- Templeton
- Tennant
- Terril
- Thayer
- Thompson
- Thor
- Thornburg
- Thornton
- Thurman
- Tiffin
- Tingley
- Tipton
- Titonka
- Toledo
- Toronto
- Traer
- Treynor
- Tripoli
- Truesdale
- Truro
- Turin

## U
- Udell
- Underwood
- Union
- Unionville
- University Heights
- University Park
- Urbana
- Urbandale
- Ute

## V
- Vail
- Valeria
- Van Horne
- Van Meter
- Van Wert
- Varina
- Ventura
- Victor
- Villisca
- Vincent
- Vining
- Vinton
- Volga

## W
- Wadena
- Wahpeton
- Walcott
- Walford
- Walker
- Wallingford
- Wall Lake
- Walnut
- Wapello
- Washington
- Washta
- Waterloo
- Waterville
- Waucoma
- Waukee
- Waukon
- Waverly
- Wayland
- Webb
- Webster
- Webster City
- Weldon
- Wellman
- Wellsburg
- Welton
- Wesley
- West Bend
- West Branch
- West Burlington
- West Chester
- West Des Moines
- Westfield
- Westgate
- West Liberty
- West Okoboji
- Westphalia
- West Point
- Westside
- West Union
- Westwood
- What Cheer
- Wheatland
- Whiting
- Whittemore
- Whitten
- Willey
- Williams
- Williamsburg
- Williamson
- Wilton
- Windsor Heights
- Winfield
- Winterset
- Winthrop
- Wiota
- Woden
- Woodbine
- Woodburn
- Woodward
- Woolstock
- Worthington
- Wyoming

## Y
- Yale
- Yetter
- Yorktown

## Z
- Zearing
- Zwingle